# Кольченко Павло Іванович
Павло Іванович Кольченко (15 січня 1897, Сестринівка, Бердичівський повіт, Київська губернія (тепер —  Козятинська громада, Хмільницький район, Вінницька область) — †29 січня 1918, станція Крути) — учасник героїчного бою під Крутами.

## Біографія
Народився у сім'ї селянина Івана Опанасовича Кольченка та його дружини Надії Гаврилівни. Мав п'ятеро братів.
Навчався у Четвертій київській гімназії. 1917 року перевівся до восьмого класу Другої київської української гімназії імені Кирило-Мефодіївського братства. За спогадами І. Лоського, Павло на той час "уже встиг побувати на фронті", що не підтверджено жодними іншими джерелами.
Під час бою під Крутами 29 січня 1918 року потрапив у полон і був розстріляний більшовиками. 19 березня 1918 року похований на Аскольдовій могилі у Києві.

## Вшанування пам'яті
Провулок Павла Кольченка у місті Житомир.
Пам'ятний знак в с.Заріччя, Ружинська громада, Бердичівський район, Житомирська область.